# Tauno Aints
Tauno Aints, né le 19 juin 1975 à Tartu, est un chef de chœur, pédagoge et compositeur estonien.

## Biographie
Tauno Aints fait ses études à l'École supérieure de culture de Viljandi en 1998. En 2004, il termine ses études de composition avec Lepo Sumera et Helena Tulve à l'Académie estonienne de musique à Tallinn. Depuis 2004, Tauno Aints est membre de l'Association des compositeurs estoniens (Eesti Heliloojate Liit).
De 2002 à 2007, il est membre du groupe de pop estonien Genialistid.
En 2008, il écrit l'oratorio Time to love sur un texte de Leelo Tungal.

## Œuvres
- Kanon pour chœur mixte (1996)
- Fuge pour orgue et ensemble vocal (2000)
- Deux film pour orchestre symphonique et électronique en direct (2007)
- Konzert pour piano, violon et orchestre (2008)
- Suite pour orchestre symphonique (2008)
- Üks vana lugu pour orchestre d'harmonie (2009)
- Justkui kaja pour piano (2010)
- Trois film (für eine Stimme, Flöte, Kannel und Cello, 2010)

- Ukuaru valss (arrangement pour accordéon, 2016)